# Paran Tonga An
Paran Tonga An is een bestuurslaag in het regentschap Padang Lawas van de provincie Noord-Sumatra, Indonesië. Paran Tonga An telt 461 inwoners (volkstelling 2010).